# Myrmica scabrinodis scabrinodis
Myrmica scabrinodis scabrinodis é uma subespécie de insetos himenópteros, mais especificamente de formigas pertencente à família Formicidae.
A autoridade científica da subespécie é Nylander, tendo sido descrita no ano de 1846.
Trata-se de uma subespécie presente no território português.